# بخش‌های دپارتمان کوت-درمور
بخش‌های دپارتمان کوت-درمور (انگلیسی: Arrondissements of the Côtes-d'Armor department) شامل ۴ بخش به شرح زیر است:
1. بخش دینان با ۶۸ کمون (فرانسه) و جمعیت ۱۲۹ هزار نفر در سال ۲۰۱۳ می‌باشد.
2. بخش گنگام با ۱۱۲ کمون (فرانسه) و جمعیت ۸۷ هزار نفر در سال ۲۰۱۳ می‌باشد.
3. بخش لنیون با ۶۰ کمون (فرانسه) و جمعیت ۱۰۰ هزار نفر در سال ۲۰۱۳ می‌باشد.
4. بخش سن-بریوک با ۱۱۶ کمون (فرانسه) و جمعیت۲۷۹ هزار نفر در سال ۲۰۱۳ می‌باشد.